# 紋三郎稲荷 (落語)
紋三郎稲荷（もんざぶろういなり）は古典落語の演目の一つ。紋三郎とも。

## あらすじ

### 導入
人を化かす獣の双璧といえば狐と狸。
しかし、丸々とした風貌からどこか愛嬌のある狸に比べ、狐は鋭角的でスマートであり、それがかえって狡猾的な印象を与えてしまいあまり評判がよくない。
そんな狐も、お稲荷様にかかれば、お使い姫として敬われることもある。
常陸国笠間は通称「紋三郎稲荷」と呼ばれる笠間稲荷の門前町であり、牧野家八万石の城下町。
この牧野家の家臣である山崎平馬という侍、江戸勤番を命じられたものの風邪を引いて寝込んでしまい一行から遅れること三日過ぎて出立ということになった。
時は寒風吹き荒ぶ季節、なるべく暖かい格好をと、平馬は狐の胴服という狐を丸々一匹使った毛皮のコートを着込み、その上から割羽織を羽織って笠間を後にする。
水戸街道を西へと下り、取手（当時は「とって」と呼ばれた）の渡しを越えたのが八つ過ぎ。
折から吹き降ろす筑波颪を袖で避けるようにやってくると駕籠屋が客待ちをしている。
平馬が「松戸まで行きたいがいくらだ｣と訊ねると駕籠屋は「800（文）いただきたい｣
「ならば酒手ぐるみ1貫（=1000）文でどうだ」
「ありがとうございます」
交渉成立。駕籠に乗り込む平馬。

### 駕籠屋の勘違い
腕のいい駕籠屋に担がれるとまるで揺り籠のようだとか、旅の疲れも混じって平馬はうとうと。
「どうも変だな」
「何で？」
「だってよ、近頃の客はこっちが800って言やあ、『600に負けろ』だの何だの言うのに……」
「いいじゃねえか。上客をつかまえたってことだろ」
「いや、どうも……、御狐様を乗っけちまったんじゃねえか？」
「狐だ!?」
「見てみろよ。（尻尾が）出てるじゃねえか」
「なるほど、出てやがる！」
と駕籠屋はひそひそ話。
その声が耳に入ったのか、平馬が目を覚ます。
（何？　狐だと？）
平馬が周囲を見回すと、狐の胴服の尻尾が駕籠の外にはみ出ていた。
（ははあ、駕籠屋の奴、これを見て俺を狐と勘違いしたな）
ちょうど良いや、旅の憂さ晴らしにいたずらをしてやろうと、尻尾をつかんでピョコピョコ動かしたものだから駕籠屋はびっくり。
「あの、お客様は笠間の御藩中の方とお見受けしますが？」
「わしは笠間の藩中の者ではない」
「で、どちらへ参りますので？」
「江戸へ参る。王子、真崎、九郎助の方へ参ろうと思う」
「すると……、もしかしたら紋三郎様の御眷属の方ですか？」
「おお、よく分かったな。いかにもわしは紋三郎の眷属の者である」
「申し訳ありません。決して悪気があったわけでは……」
「うろたえる事はない。この先に犬がおったと思うので駕籠に乗ったまでのこと」
そして、犬がいる立場（宿場と宿場の間にある休憩所）には寄らずにもう一つ先の立場まで急がせる。
立場で休憩をするときも、平馬は稲荷寿司ばかり食べたりとあくまでも狐に見せようとするので、駕籠屋はすっかり信用してしまう。
やがて松戸の宿に到着、駕籠屋は本陣の主人が笠間稲荷の敬虔な信者だというのでへ本陣へ案内する。
平馬は約束どおり1貫文を渡すが、駕籠屋は
「もしかしたら、後でこれが木の葉に化けるとか？」
「そんなことはない。それは野狐などの仕業、紛う事なき天下の通用金である」
そう言って平馬は本陣へ入ってゆく。

### 松戸宿本陣
駕籠屋は本陣の主人高橋清左衛門を呼び出して平馬のことを話す。
清左衛門はそれはいい事を聞かせてくれたと駕籠屋に祝儀を渡し、紋付袴姿で平馬の前に現れた。
（いけね。駕籠屋の奴、主人に吹き込んだな）
しかし、いまさら嘘とは言いにくいし、ままよとそのまま通すことにする。
主人はおこわや油揚げを用意させるというので、
「わしぐらいになるとおこわも油揚げも食べ飽きたのでな、こちらの名物、鯰鍋と酒を所望したい。それから鯉こくと香の物で茶漬けが食べたい」
随分贅沢な狐がいるものだが、そこはお使い姫の言うこと、言うとおりに用意させる。
平馬が鯰鍋に舌鼓を打っていると、隣の部屋が騒がしい。何でも参詣に近郷近在の者が押しかけているという。
この部屋へ来なければいいと参詣を許可し、仕切っている障子を薄く開けさせると、そこからおひねりが飛び込んでくる。ちょうどいい小遣い稼ぎと平馬はおひねりを拾っては袂へと放り込む。
やがて夜も更けると、平馬は明日は早発ちするが発つところは見られたくないので誰も見送ることのないように、もし我が姿を覗き見するならばたちどころに目がつぶれると（家中の者に）申し伝えよと主人に厳命して床につく。
（おやおや、えらいことになっちゃったよ。これは大騒ぎにならないうちに逃げ出しちゃったほうがいいな）
平馬、その夜はまんじりともせず、翌朝、一番鳥が鳴くか鳴かないかのうちに起き出して身支度を整え、雨戸を開けて裏庭へ。
すると、小さな御稲荷様の祠が祭ってあるので、これに片手拝みをすると、裏口の切戸を開け、辺りの様子をうかがって一目散に江戸へ向かって走り出した。
すると、祠の下から2匹の狐が出てきて平馬の後姿を見送りながら、
「へぇ～。人間は化かすのがうめえや」